# 張銘煌
張銘煌（1982年8月7日—）是臺中市大里區人，臺灣田徑運動員，擅長項目鉛球與鐵餅，為臺灣男子鉛球全國紀錄（20.58公尺）保持人。

## 簡歷
- 2005年，張銘煌在全國運動會以18.18公尺打破其教練呂景義所保持的全國記錄，2006年起專注在鉛球訓練。
- 2007年5月至2008年8月，張銘煌在中華民國田徑協會與體委會國家運動選手訓練中心黃金培訓計畫經費補助下，與鉛球選手林家瑩 、標槍選手周宜辰陪訓於德國柏林接受知名德國教練Werner Goldmann指導。
- 2007年6月27日，張銘煌於德國Engers創下20.20公尺紀錄，成為首次打破20公尺的臺灣田徑運動員，並取得2008年北京奧運參賽資格。但因為簽證問題，自主訓練過程受傷，導致北京奧運成績不理想。
- 2010年，取得國立臺灣體育學院競技運動學系碩士班學位，並順利被該校聘為技術講師，擔任田徑隊擲部教練。同年2月22日至11月10日，在田徑協會安排下前往美國喬治亞州雅典城喬治亞大學接受投擲教練Donald Babbitt指導；9月7日在喬治亞大學舉辦的Vince Muir鉛球系列賽第一場擲出19.37公尺順利達標，與臺灣女子鉛球選手林家瑩繼續在喬治亞大學受訓，為2010年廣州亞運參賽作準備。
- 2011年，張銘煌因為在2008北京奧運與2010廣州亞運接連大賽皆失利，未獲得體委會選訓委員支持,也無法取得移地訓練計畫經費. 在台灣田徑協會王景成秘書長及蔡辰威理事長自費與教育部部分經費支持下，繼續前往美國喬治亞大學接受Donald George Babbitt教練訓練，並於日本神戶亞洲田徑錦標賽以20.14公尺奪取金牌，並打破大會紀錄。張銘煌在8月19日Vince Muir系列賽以20.58公尺達到倫敦奧運參賽A標。亞錦賽結束後，張銘煌順利取得體委會2012倫敦奧運培訓資格，並獲得2011年體委會運動菁英獎年度最佳男子運動員。體委會資助張銘煌繼續在美國接受訓練,準備倫敦奧運。張銘煌是1996年奧運之後第一位取得奧運A標參賽資格選手。
- 2012年，張銘煌繼續於美國喬治亞大學接受訓練，為倫敦奧運做準備，但是因為當年度成績一直未能突破20公尺，體委會補助只到5月31日截止，剩餘時間全部由中華民國田徑協會理事長蔡辰威贊助。
- 2012年，張銘煌於倫敦奧運資格賽擲出20.25公尺，晉級決賽，成為第二位晉級夏季奧林匹克運動會男子田徑鉛球決賽的亞洲人，也是臺灣運動史上繼楊傳廣與紀政之後，第三位經預賽晉級到決賽的田徑運動員（扣掉馬拉松項目），意義非凡。張銘煌於決賽中擲出19.99公尺，最後成績排名第12位。
- 2013年，張銘煌於亞洲田徑錦標賽擲出19.61公尺，獲得男子鉛球銀牌。
- 2014年，張銘煌於亞洲運動會擲出19.97公尺，獲得男子鉛球銀牌[1]。
- 2015年，張銘煌於亞洲田徑錦標賽獲得男子鉛球銀牌

## 國際大型運動賽會
| 年   | 賽事                 | 舉辦城市                 | 名次   | 項目             | 記錄                                  |
| ---- | -------------------- | ------------------------ | ------ | ---------------- | ------------------------------------- |
| 1999 | 世界少年田徑錦標賽   | 波蘭比德哥什奇           | 9q2    | 鉛球（5公斤）    | 17.30公尺                             |
| 1999 | 世界少年田徑錦標賽   | 波蘭比德哥什奇           | 金牌   | 鐵餅（1.5公斤）  | 64.14公尺（全國紀錄）                 |
| 2000 | 世界青年田徑錦標賽   | 智利聖地牙哥             | 13q2   | 鐵餅（2公斤）    | 48.07公尺                             |
| 2001 | 東亞運動會           | 日本大阪府               | 銀牌   | 鐵餅（2公斤）    | 55.88公尺                             |
| 2001 | 亞洲青年田徑錦標賽   | 斯里巴卡旺               | 銅牌   | 鉛球（7.26公斤） | 17.20公尺                             |
| 2001 | 夏季世界大學生運動會 | 中国北京市               | 9q2    | 鐵餅（2公斤）    | 51.14公尺                             |
| 2001 | 夏季世界大學生運動會 | 中国北京市               | q2     | 鉛球（7.26公斤） | No Mark                               |
| 2002 | 亞洲田徑錦標賽       | 斯里蘭卡可倫坡           | 第11名 | 鉛球（7.26公斤） | 15.70公尺                             |
| 2002 | 亞洲田徑錦標賽       | 斯里蘭卡可倫坡           | 第6名  | 鐵餅（2公斤）    | 52.94公尺                             |
| 2004 | 亞洲室內田徑錦標賽   | 伊朗德黑蘭               | 第6名  | 鉛球（7.26公斤） | 17.49公尺A                            |
| 2005 | 亞洲田徑錦標賽       | 仁川廣域市               | 第9名  | 鐵餅（2公斤）    | 52.75公尺                             |
| 2005 | 東亞運動會           | 中國澳門                 | 第5名  | 鐵餅（2公斤）    | 50.98公尺                             |
| 2005 | 東亞運動會           | 中國澳門                 | 第6名  | 鉛球（7.26公斤） | 16.65公尺                             |
| 2005 | 亞洲大學生田徑錦標賽 | 中国廣東省廣州市         | 金牌   | 鐵餅（2公斤）    | 52.43公尺（亞洲大學生田徑錦標賽紀錄） |
| 2005 | 亞洲大學生田徑錦標賽 | 中国廣東省廣州市         | 金牌   | 鉛球（7.26公斤） | 18.18公尺（亞洲大學生田徑錦標賽紀錄） |
| 2006 | 亞洲運動會           | 杜哈                     | 銅牌   | 鉛球（7.26公斤） | 19.45公尺                             |
| 2007 | 亞洲田徑錦標賽       | 约旦安曼                 | 銀牌   | 鉛球（7.26公斤） | 19.66公尺                             |
| 2007 | 夏季世界大學生運動會 | 泰國曼谷                 | 銅牌   | 鉛球（7.26公斤） | 19.36公尺                             |
| 2007 | 世界田徑錦標賽       | 日本大阪府大阪市         | 15q2   | 鉛球（7.26公斤） | 18.53公尺                             |
| 2007 | 亞洲室內運動會       | 中國澳門                 | 第4名  | 鉛球（7.26公斤） | 17.93公尺                             |
| 2008 | 世界室內田徑錦標賽   | 西班牙                   | 20q1   | 鉛球（7.26公斤） | 17.73公尺                             |
| 2008 | 夏季奧林匹克運動會   | 中国北京市               | 18q2   | 鉛球（7.26公斤） | 17.43公尺                             |
| 2009 | 亞洲田徑大獎賽       | 中国江蘇省蘇州市         | 金牌   | 鉛球（7.26公斤） | 19.45公尺                             |
| 2009 | 亞洲田徑大獎賽       | 中国江蘇省昆山市         | 銀牌   | 鉛球（7.26公斤） | 19.28公尺                             |
| 2009 | 亞洲田徑大獎賽       | 中國香港                 | 金牌   | 鉛球（7.26公斤） | 19.11公尺                             |
| 2009 | 夏季世界大學生運動會 | 塞爾維亞貝爾格勒         | 第8名  | 鉛球（7.26公斤） | 18.42公尺                             |
| 2009 | 亞洲室內運動會       | 越南河內                 | 銀牌   | 鉛球（7.26公斤） | 19.55公尺                             |
| 2009 | 亞洲田徑錦標賽       | 中国廣東省廣州市         | 銀牌   | 鉛球（7.26公斤） | 19.34公尺                             |
| 2009 | 東亞運動會           | 中國香港                 | 銀牌   | 鉛球（7.26公斤） | 18.33公尺                             |
| 2009 | 東亞運動會           | 中國香港                 | 銅牌   | 鐵餅（2公斤）    | 54.92公尺                             |
| 2010 | 亞洲田徑大獎賽       | 印度馬哈拉什特拉邦浦納   | 銅牌   | 鉛球（7.26公斤） | 18.74公尺                             |
| 2010 | 亞洲田徑大獎賽       | 印度卡納塔卡邦邦加羅爾   | 第4名  | 鉛球（7.26公斤） | 18.82公尺                             |
| 2010 | 亞洲田徑大獎賽       | 印度塔米爾納杜邦馬德拉斯 | 銅牌   | 鉛球（7.26公斤） | 17.90公尺                             |
| 2010 | 亞洲運動會           | 中国廣東省廣州市         | 銅牌   | 鉛球（7.26公斤） | 19.48公尺                             |
| 2011 | 亞洲田徑錦標賽       | 日本兵庫縣神戶市         | 金牌   | 鉛球（7.26公斤） | 20.14公尺                             |
| 2011 | 世界田徑錦標賽       | 大邱廣域市               | 11q2   | 鉛球（7.26公斤） | 19.60公尺                             |
| 2012 | 世界室內田徑錦標賽   | 土耳其伊斯坦堡           | 21q    | 鉛球（7.26公斤） | 18.75公尺                             |
| 2012 | 夏季奧林匹克運動會   | 英国 英格兰倫敦          | 第12名 | 鉛球（7.26公斤） | 19.99公尺                             |
| 2013 | 亞洲田徑錦標賽       | 印度馬哈拉什特拉邦浦納   | 銀牌   | 鉛球（7.26公斤） | 19.61公尺                             |
| 2013 | 東亞運動會           | 中国天津市               | 銅牌   | 鉛球（7.26公斤） | 19.19公尺                             |
| 2014 | 亞洲運動會           | 仁川廣域市               | 銀牌   | 鉛球（7.26公斤） | 19.97公尺                             |
| 2015 | 亞洲田徑錦標賽       | 中国湖北省武漢市         | 銀牌   | 鉛球（7.26公斤） | 19.56公尺                             |
| 2018 | 亞洲運動會           | 印度尼西亞雅加達         | 第5名  | 鉛球（7.26公斤） | 18.98公尺                             |

## 統計
| 成績             | 時間           | 地點                   | 地面條件（溼度，溫度，天氣狀況） |
| ---------------- | -------------- | ---------------------- | -------------------------------- |
| 20.58公尺        | 2011年8月19日  | 美国喬治亞州雅典       |                                  |
| 20.55公尺        | 2011年8月19日  | 美国喬治亞州雅典       |                                  |
| 20.42公尺        | 2011年8月12日  | 美国喬治亞州雅典       |                                  |
| 20.31公尺        | 2010年10月28日 | 美国喬治亞州雅典       |                                  |
| 20.25公尺        | 2012年7月11日  | 加拿大安大略省多倫多   |                                  |
| 20.25公尺        | 2012年8月3日   | 英国 英格兰倫敦        | 70%，17℃，Medium-level cloud     |
| 20.20公尺        | 2007年6月27日  | 德国諾伊維德           |                                  |
| 20.15公尺        | 2011年8月19日  | 美国喬治亞州雅典       |                                  |
| 20.14公尺        | 2011年7月9日   | 日本兵庫縣神戸市須磨区 | 64%，29.0℃，晴れ                 |
| 20.06公尺        | 2011年4月30日  | 美国愛荷華州德斯莫恩   |                                  |
| 平均約20.291公尺 |                |                        |                                  |

## 教練
- 廖俊讚 1994－1997年（鐵餅）
- 林啟仲 1997－2000年（鐵餅與鉛球）
- 呂景義 2000－2006年（鐵餅與鉛球，呂景義亦是張銘煌之前的鉛球全國記錄保持人）
- Werner Goldmann 2007.5－2008.8（鉛球）
- 呂欣善2009－2010年
- Donald George Babbitt 2010年2月－2016年7月

## 外部連結
- 張銘煌在国际奥林匹克委员会的资料
- 張銘煌在的頁面